# ديريك ستريكلاند
ديريك ستريكلاند (بالإنجليزية: Derek Strickland)‏ هو لاعب كرة قدم بريطاني، ولد في 7 نوفمبر 1959 في Stoneyburn ‏ في المملكة المتحدة. لعب مع ليستر سيتي ونادي رينجرز وهارت أوف ميدلوثيان.